# 켈

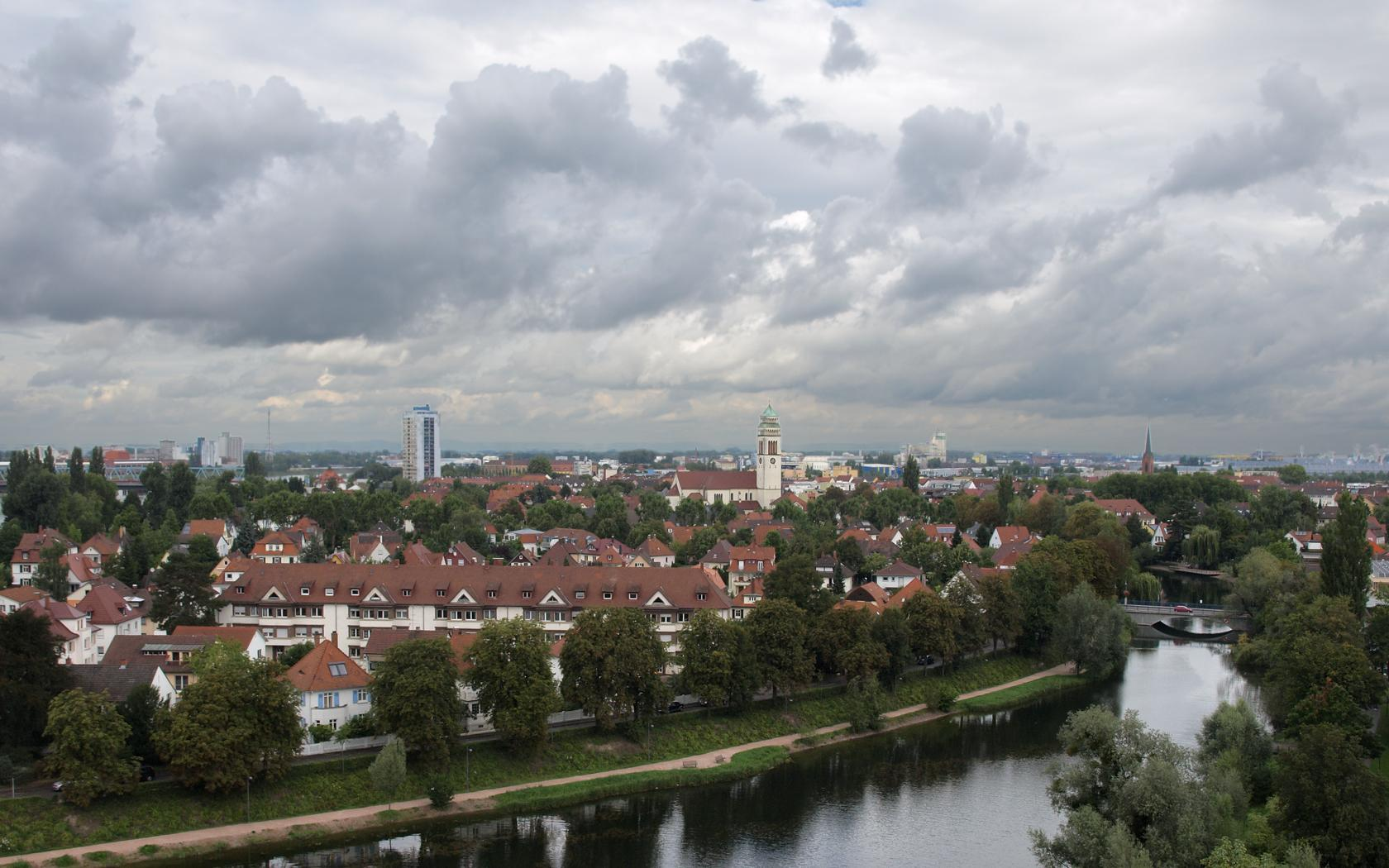
켈

켈(독일어: Kehl)은 독일 바덴뷔르템베르크주에 위치한 도시로 면적은 75.06km2, 높이는 139m, 인구는 35,032명(2015년 12월 31일 기준), 인구 밀도는 470명/km2이다.
행정 구역상으로는 프라이부르크 현에 속한다. 라인강과 접하며 강 반대편에는 프랑스 스트라스부르가 위치한다.

시 문장